# William D. Phillips
William Daniel Phillips (ur. 5 listopada 1948 w Wilkes-Barre) – amerykański fizyk, noblista.

## Życiorys
Matką Williama Phillipsa była Mary Catherine Savino urodzona w 1913 roku we Włoszech, która wraz z rodziną w 1920 roku, wyemigrowała do Altoony w Stanach Zjednoczonych. Ojciec William Cornelius Phillips urodził się w Juniacie w pobliżu Altoony, w rodzinie rzemieślników walijskiego pochodzenia (jego ojciec był stolarzem, a dziadek bednarzem). Byli pierwszymi osobami w swoich rodzinach, które uczęszczały do college'u (Juniata College w Huntingdon). Oboje zostali pracownikami społecznymi i zamieszkali w Kingston. 
William Daniel Phillips urodził się w 1948 roku w Wilkes-Barre, oddzielonego od Kingston rzeką Susquehanną. Jego rodzina w 1956 roku przeniosła się do Butler, a w 1959 roku do Camp Hill w pobliżu Harrisburga. Tam Wiliam Phillips uczęszczał do szkoły średniej (Camp Hill High School). W 1966 roku podjął studia na Juniata College, zajmował się na nich m.in. spektroskopią EPR.
W 1970 roku ożenił się z koleżanką ze szkoły średniej Jane Van Wynen. Zamieszkali w Bostonie, William Phillips kontynuował edukację na Massachusetts Institute of Technology w zespole Daniela Kleppnera. Zajmował się tam m.in. maserami wodorowymi, a później także kondensatem Bosego-Einsteina. W ramach swojej pracy doktorskiej wykonywał pomiary momentu magnetycznego protonu w cząsteczce wody. Pracę doktorską obronił w 1976 roku.  
W 1978 roku rozpoczął pracę w National Bureau of Standards w Gaithersburgu, tam rozpoczął badania z wykorzystaniem chłodzenia laserem, opierając się na pracach Stevena Chu. W 1988 roku zaobserwował uzyskiwanie temperatur niższych, niż teoretyczne minimum. Claude Cohen-Tannoudji opracował nową teorię uwzględniającą wyniki uzyskane przez Phillipsa.
W 1997 roku wraz z Stevenem Chu i Claude’em Cohenem-Tannoudjim otrzymał Nagrodę Nobla w dziedzinie fizyki za rozwój metod chłodzenia i pułapkowania atomów laserem.